# Faustball-Europameisterschaft 1991
Die 8. Faustball-Europameisterschaft der Männer fand am 7. und 8. September 1991 in Olten (Schweiz) statt. Die Schweiz war zum dritten Mal Ausrichter der Faustball-Europameisterschaft der Männer.

## Platzierungen
| Rang | Land        |
| ---- | ----------- |
| 1.   | Deutschland |
| 2.   | Österreich  |
| 3.   | Schweiz     |
| 4.   | Italien     |